# José Linares Gallo
José Ernesto Linares Gallo (Talara, 5 de enero de 1943) es un economista y político peruano. Fue senador de la república desde 1985 hasta 1992 y diputado por Lima Metropolitana durante el periodo 1980-1985.

## Biografía
Nació en Talara, el 5 de enero de 1943.
Cursó estudios superiores de economía en la Universidad Nacional Mayor de San Marcos.

## Carrera política
Fue miembro del Partido Aprista Peruano.

### Diputado
En 1980 fue elegido como diputado por Lima Metropolitana para el periodo parlamentario 1980-1985.

### Senador
En las elecciones de 1985, fue elegido senador para el periodo parlamentario 1985-1990 y luego reelegido en 1990 para un segundo periodo congresal.
En 1987, llegó a ser elegido como vicepresidente del senado y también ejerció como presidente de las comisiones de comercio exterior y actividad empresarial del Estado.
El 5 de abril de 1992, su cargo fue disuelto por el autogolpe de estado decretado por Alberto Fujimori. Posteriormente, Linares se alejó del Partido Aprista Peruano y se afilió al partido Renovación de Rafael Rey. En las elecciones parlamentarias del 2000, fue candidato al Congreso de la República por la Agrupación Independiente Avancemos sin resultar electo y de igual manera en 2001 por Unidad Nacional.
Actualmente labora como columnista del Diario Expreso.